# Canottaggio ai Giochi della VII Olimpiade - Quattro con maschile
La competizione del quattro con maschile dei Giochi della VII Olimpiade si è svolta nel Canale Willebroek, Vilvoorde presso Anversa i giorni 28 e 29 agosto 1920

## Risultati

### Batterie
Si disputarono il giorno 28 agosto. I vincitori avanzarono alla finale. 
| Pos. | Nazione  | Atleta                                                                | Tempo  |
| ---- | -------- | --------------------------------------------------------------------- | ------ |
| 1    | Svizzera | Willy Brüderlin Max Rudolf Paul Rudolf Hans Walter Paul Staub         | 7'03"0 |
| 2    | Svezia   | John Lager Nestor Östergren Axel Eriksson Gunnar Lager Gösta Eriksson | 7'12"0 |
| 3    | Canada   | Robert Hay Harold Harcourt Larry Landrian Strathy Hay Art Everett     | 7'18"0 |

| Pos. | Nazione  | Atleta                                                                                  | Tempo  |
| ---- | -------- | --------------------------------------------------------------------------------------- | ------ |
| 1    | Norvegia | Birger Var Theodor Klem Henry Larsen Per Gulbrandsen Thoralf Hagen                      | 7'14"0 |
| 2    | Belgio   | Jean Van Silfhout Léon Vleurinck Adrien D'Hondt Robert Demulder Roger Moeremans d'Emaüs | 7'40"0 |

| Pos. | Nazione        | Atleta                                                                          | Tempo  |
| ---- | -------------- | ------------------------------------------------------------------------------- | ------ |
| 1    | Stati Uniti    | Franz Federschmidt Ken Myers Erich Federschmidt Carl Klose Sherm Clark          | 7'17"4 |
| 2    | Brasile        | Guilherme Lorena João Jório Alcides Veira Abrahão Saliture Ernesto Flores Filho | 7'25"4 |
| 3    | Cecoslovacchia | Jiří Wihan Dominik Štillip Jaroslav Oplt Jindřich Mulač Jan Bauch               | n/d    |

### Finale
Si disputò il giorno 29 agosto.
| Pos.    | Nazione     | Atleta                                                                 | Tempo  |
| ------- | ----------- | ---------------------------------------------------------------------- | ------ |
| Oro     | Svizzera    | Willy Brüderlin Max Rudolf Paul Rudolf Hans Walter Paul Staub          | 6'54"0 |
| Argento | Stati Uniti | Franz Federschmidt Ken Myers Erich Federschmidt Carl Klose Sherm Clark | 6'58"0 |
| Bronzo  | Norvegia    | Birger Var Theodor Klem Henry Larsen Per Gulbrandsen Thoralf Hagen     | 6'58"0 |